# Kožuchovce
Kožuchovce jsou obec na Slovensku v okrese Stropkov. Leží v údolí Laborecké vrchoviny. Žije zde 48 obyvatel. První zmínka o obci je z roku 1618.

## Poloha
Obec se nachází v Laborecké vrchovině, v povodí Chotčianky a dále Ondavy. Střed obce leží v nadmořské výšce 352 m n. m. a je vzdálen 16 km od Stropkova.
Sousedními obcemi jsou Bodružal na severu, Miroľa na východě, Gribov na jihu, Oľšavka na jihozápadě, Šemetkovce na západě a Krajné Čierno na severozápadě.

## Historie
První písemná zmínka o Kožuchovcích pochází z urbáře makovického panství z roku 1618. První dům v obci postavili podle zakoupeného práva Šotltovi. Na počátku 17. století byly Kožuchovce malou osadou v Šarišské župě.
V letech 1712–1714 se Kožuchovce vylidňovaly, v roce 1787 měla obec 18 domů a 139 obyvatel, v roce 1828 měla 22 domů a 175 obyvatel. V roce 1880 se počet snížil na 72 vesničanů. O 50 let později, ve 20. století, zde žilo již 175 obyvatel. V roce 1940 bylo zaznamenáno 191 obyvatel hlásících se k rusínské národnosti.
Obyvatelstvo se zabývalo chovem dobytka, ovcí, prací v lesích a často odjíždělo na sezónní práce do jižnějších částí země. Během první světové války probíhaly na území obce vojenské operace ruských a rakousko-uherských vojsk.
Za první Československé socialistické republiky mnozí emigrovali. Byl zde mlýn a lihovar. Během druhé světové války obyvatelé podporovali partyzánské hnutí působící v oblasti. V roce 1947 někteří z nich emigrovali do SSSR. V roce 1958 byly na půdě přesídlenců zřízeny státní statky. Obyvatelé pracovali v lesnictví, zemědělství a průmyslových podnicích ve Stropkově a Svidníku.

## Historický název obce
Historické názvy podle:
- 1773 – Kossuhocz, Kossuhowcze
- 1786 – Kossuhocz, Kožuhowce
- 1808 – Kossukócz, Kosukócz, Kozuchowce
- 1863–1902 Kozsuhóc
- 1907–1913 Körmös
- 1920 – Kožuchovec
- 1927 – Kožuchovce

## Symboly obce

### Znak
V zeleném štítě zlatý snop převýšený stříbrným položeným srpem se zlatým jílcem, převýšený stříbrným odvráceným kostelem, tvořeným třemi věžemi převýšenými zlatými kříži.
Současný znak byl přijat usnesením obecního zastupitelstva dne 9. května 2006, č. OZ – 10/2006 a je zapsán v heraldickém rejstříku Slovenské republiky pod signaturou K – 258/2006.
Současná heraldická kompozice obecního znaku symbolizuje tradiční zaměstnání obyvatel obce podle otisku historické pečeti obce z poloviny 19. století, doplněné architekturou původního dřevěného kostela, který je dnes vystaven v prostorách Východoslovenského muzea v Košicích.
Autory znaku jsou Peter Kónya, Leon Sokolovský a Sergej Pančák.

### Vlajka
Vlajka obce se skládá z pěti podélných pruhů v barvách bílé (1/6), žluté (1/6), zelené (2/6), bílé (1/6) a žluté (1/6). Vlajka má poměr stran 2:3 a je zakončena třemi cípy, tj. dvěma lemy, které sahají do jedné třetiny jejího listu.

## Památky
- původní dřevěný chrám Svatého Mikuláše z roku 1741 (převezený do Východoslovenského muzea v Košicích),
- Chrám narození svaté Bohorodičky z roku 1926.